# リトル・ジョー5A号
リトル・ジョー5A号（リトル・ジョー5Aごう、英: Little Joe 5A）はアメリカ合衆国のマーキュリー計画の一環として行われた、マーキュリー宇宙船用緊急脱出用ロケットの無人の発射試験である。失敗に終わったリトル・ジョー5号の再試験を試みるべく、マーキュリー宇宙船の実機である14号機を先端に設置したリトル・ジョーロケットは、1961年3月18日バージニア州ワロップス島から発射された。だが脱出用ロケットは、宇宙船を発射用ロケットに接続した状態でまた予定よりも早く点火してしまい、5号で発生した失敗が再度くり返された。しかしながら今回は、地上から宇宙船を発射ロケットと脱出ロケットから切り離す指令が送られ、メインと予備のパラシュートが展開したため、14号機はわずかな損傷を負っただけで回収された。宇宙船は次のリトル・ジョー5B号の飛行で再使用され、脱出ロケットを空気抵抗が最大になる時点で作動させるという飛行の目的が3回も試みられることとなった。飛行は5分25秒で終了し、最大高度12キロメートル、飛行距離29キロメートル、最大速度時速2,869キロメートルで、最大加速度は8Gだった。
5A号で使用されたマーキュリー宇宙船14号機は、現在はバージニア州ハンプトンのバージニア航空宇宙センター (Virginia Air and Space Center) に展示されている。